# Star Trek: Picard/Staffel 1
Die erste Staffel der US-amerikanischen Science-Fiction-Fernsehserie Star Trek: Picard erschien im ersten Quartal 2020 und besteht aus zehn 45-minütigen Episoden.

## Episoden
| Nr. (ges.) | Nr. (St.) | Deutscher Titel           | Originaltitel             | Erstveröffentlichung USA | Deutschsprachige Erstveröffentlichung (DE, AT, CH) | Regie                | Drehbuch                                                                                                   | Länge  |
| --- | --------- | ------------------------- | ------------------------- | ------------------------ | -------------------------------------------------- | -------------------- | --- | ------ |
| 1 | 1         | Gedenken                  | Remembrance               | 23. Jan. 2020            | 24. Jan. 2020                                      | Hanelle M. Culpepper | Akiva Goldsman, James Duff, Idee: Akiva Goldsman, Michael Chabon, Kirsten Beyer, Alex Kurtzman, James Duff | 44 min |
| Im Jahr 2399, 14 Jahre nach dem Verlassen der Sternenflotte, gibt Jean-Luc Picard ein erstes Interview zur damaligen romulanischen Supernova. Dahj, die von romulanischen Agenten in ihrer Wohnung angegriffen wurde, diese aber – zu ihrer eigenen Überraschung – töten konnte, sieht Picard im Fernsehen und erkennt ihn als den Mann aus ihrer Erinnerung. Sie sucht Picard auf, um ihn um Hilfe zu bitten. Nachdem zuvor bereits Dahjs Freund beim Angriff gestorben ist und sie deshalb Picard nicht auch noch in Gefahr bringen möchte, verlässt sie sein Anwesen wieder. Am nächsten Tag besucht Picard das Archiv der Sternenflotte und stellt fest, dass die Frau auf einem Gemälde, das Data vor etwa 30 Jahren gemalt und Tochter genannt hat, aussieht wie Dahj. In der Zwischenzeit kontaktiert Dahj, die weiterhin von Romulanern verfolgt wird, ihre Mutter, die ihr rät, zu Picard zurückzukehren, weil nur er ihr helfen könne. Sie findet Picard erneut. Dieser versucht ihr zu erklären, dass sie etwas Besonderes, womöglich eine menschlich wirkende Androidin ist, was Dahj erst nicht wahrhaben will. Picard schlägt ihr hierauf vor, gemeinsam zum Daystrom-Institut zu gehen, als Dahj bemerkt, dass ihre Verfolger wieder ihre Spur aufgenommen haben. Nachdem es ihr gelungen ist, etliche Romulaner zu töten, wird sie von einem am Boden liegenden Angreifer überrascht und stirbt. Picard sucht daraufhin Dr. Agnes Jurati im Daystrom-Institut auf und erfährt, dass Dahj einen Zwilling haben muss. |           |                           |                           |                          |                                                    |                      | |        |
| 2 | 2         | Karten und Legenden       | Maps and Legends          | 30. Jan. 2020            | 31. Jan. 2020                                      | Hanelle M. Culpepper | Michael Chabon, Akiva Goldsman                                                                             | 43 min |
| Vor 14 Jahren, also im Jahr 2385, kam es zu einem Amoklauf der Androiden auf dem Mars, woraufhin es verboten wurde, weitere Androiden zu produzieren. Picard erfährt bei einer Untersuchung von Dahjs Wohnung mit der Romulanerin Laris, dass sich Soji, Dahjs Schwester, nicht auf der Erde befinden kann und dass die Zhat Vash, eine romulanische Geheimorganisation, die eigentlich nur ein Mythos ist, für den Angriff verantwortlich sein könnte. Picards Arzt, der ihn schon von der Stargazer kennt, besucht Picard in seiner Wohnung und bescheinigt ihm beste Gesundheit bis auf ein kleines Ungleichgewicht im Gehirn, das schon in Gestern, heute, morgen (TNG 7.25 & 7.26) angedeutet wurde. Er versucht daraufhin vergeblich, von der Sternenflotte ein Kommando über ein Raumschiff zugewiesen zu bekommen, um Soji zu finden und zu retten. In einem Gespräch mit Dr. Jurati erfährt Picard, dass Dahjs gesamte Identität erst vor ca. drei Jahren erschaffen wurde. Bei dem Versuch, auf anderen Wegen an ein Raumschiff und eine Crew zu gelangen, kontaktiert Picard seine ehemalige Kollegin Raffi. Er weiß noch nicht, dass die Sternenflotte von Romulanern unterwandert ist und diese aufgrund seiner dortigen Vorsprache inzwischen von seinem Vorhaben Kenntnis erlangt haben. Unterdessen beginnt Soji auf der Romulanischen Rückgewinnungsstation, einem zerstörten Borg-Kubus, eine Liebesbeziehung mit dem Romulaner Narek. |           |                           |                           |                          |                                                    |                      | |        |
| 3 | 3         | Das Ende ist der Anfang   | The End is the Beginning  | 6. Feb. 2020             | 7. Feb. 2020                                       | Hanelle M. Culpepper | Michael Chabon, James Duff                                                                                 | 42 min |
| Kurz nach dem Amoklauf der Androiden auf dem Mars und vor der romulanischen Supernova vor 14 Jahren stellte Picard damals die Sternenflotte vor die Entscheidung, ihm entweder bei der Evakuierung der Romulaner zu helfen oder ihn aus der Sternenflotte zu entlassen. Diese entschied sich gegen Picard und akzeptierte seinen Rücktritt, was ebenso negative Folgen für seine Kollegin Raffi mit sich brachte, da diese auf Picards Hilfe baute. Deshalb ist diese bei seinem aktuellen Eintreffen nicht sehr gut auf ihn zu sprechen. Aufgrund von Picards Schilderungen verschafft sie ihm aber dennoch ein Raumschiff mit Pilot. Unterdessen wird Dr. Jurati von der Sternenflotten-Sicherheitschefin Commodore Oh aufgesucht und über Picards Besuche ausgefragt. Picard findet sich zwischenzeitlich auf dem Schiff La Sirena ein und macht sich mit dessen Captain Rios, der auch der Pilot ist, bekannt. Zurück auf seinem Anwesen kommt es zu einem Angriff der Romulaner, den Picard mit den beiden bei ihm lebenden Romulanern Laris und Zhaban sowie der eintreffenden Dr. Jurati gemeinsam abwehren kann. Beim Verhör eines überlebenden Angreifers erfahren die Anwesenden, dass Dahjs Zwillingsschwester die Zerstörerin aus der romulanischen Mythologie sein soll. Auch Soji erfährt auf dem Borg-Kubus dasselbe, kann die Bedeutung aber noch nicht einordnen. Ebenso wird ihr offenbart, dass ihre Schwester tot sein soll. Ihre vorgebliche Mutter teilt ihr aber mit, sie sei wohlauf. Dr. Jurati schließt sich Picards Crew an. Beim erneuten Eintreffen auf dem Schiff ist Raffi bereits an Bord, die jedoch andere Ziele verfolgt und nur mitfliegen möchte. Zu viert starten sie die Reise nach Freecloud, wo sich Bruce Maddox befinden soll, der die Androiden erschaffen hatte, die die Katastrophe auf dem Mars auslösten, und der vermutlich auch die Zwillinge erschuf. |           |                           |                           |                          |                                                    |                      | |        |
| 4 | 4         | Unbedingte Offenheit      | Absolute Candor           | 13. Feb. 2020            | 14. Feb. 2020                                      | Jonathan Frakes      | Michael Chabon                                                                                             | 44 min |
| Picard befindet sich kurz vor dem Amoklauf der Androiden vor 14 Jahren in einer neuen romulanischen Kolonie auf Vashti, wo er bei den Qowat Milat, romulanischen Kriegernonnen, auf die Ankunft neuer Umsiedlungstransporter wartet. Dabei baut er eine Freundschaft zu dem Waisenjungen Elnor auf, der ebenfalls bei den Qowat Milat lebt, erzählt ihm Geschichten und bringt ihm Fechten bei. Kurz darauf erfährt er vom Amoklauf der Androiden und muss überstürzt aufbrechen. In der Gegenwart setzt sich Picard gegenüber Raffi durch, einen Abstecher zu dem Planeten zu unternehmen, der sich jetzt in einem gefährlichen Sektor befindet. Dort möchte er eine Qowat Milat engagieren und nach Elnor schauen. Auf dem Planeten ist man auf die Föderation nicht mehr gut zu sprechen, da diese die Romulaner nach dem Amoklauf im Stich gelassen hat. Die Qowat Milat empfangen Picard jedoch mit offenen Armen. Er trifft auf Elnor, der seine Krieger-Ausbildung abgeschlossen hat, jedoch aufgrund seines Geschlechts nie zu den Kriegernonnen gehören kann, und möchte ihn mitnehmen, was dieser jedoch zunächst ablehnt. Picard geht danach zurück in die romulanische Siedlung, gerät dort in einen Streit mit Romulanern, kann jedoch mit Hilfe Elnors entkommen, der Picards Angebot nun doch annimmt. Währenddessen versucht Soji, auf dem Borg-Kubus weiteres über die Zerstörerin herauszufinden. Ihre Liebesbeziehung zu Narek vertieft sich, dieser wird jedoch von seiner Schwester Narissa dazu angehalten, mehr über Soji herauszufinden, sonst würde sie, wie schon bei Dahj auf der Erde, mit Gewalt vorgehen. Im Orbit von Vashti greift derweil ein alter romulanischer Bird of Prey an, dessen Angriff durch die Hilfe eines zweiten Raumschiffs abgewehrt werden kann. Von diesem explodierenden Schiff wird die verletzte Pilotin, Seven of Nine, an Bord gebeamt. |           |                           |                           |                          |                                                    |                      | |        |
| 5 | 5         | Keine Gnade               | Stardust City Rag         | 20. Feb. 2020            | 21. Feb. 2020                                      | Jonathan Frakes      | Kirsten Beyer                                                                                              | 45 min |
| 13 Jahre vor den aktuellen Ereignissen werden Icheb, einem engen Freund von Seven of Nine von der Voyager, bei vollem Bewusstsein die Borg-Implantate entfernt. Seven kommt zu seiner Rettung, es ist jedoch zu spät für ihn, und sie tötet ihn aus Gnade. Zwei Wochen bevor Picards Crew auf dem Casino-Planeten Freecloud eintrifft, sucht Maddox dort bei seiner Auftraggeberin Bjayzl Schutz vor dem Tal Shiar, der sein Labor zerstört hat. Jedoch stellt diese ihn ruhig und nimmt ihn gefangen. Nach dem Eintreffen der La Sirena mit Picard und seinen Begleitern arbeiten diese einen Plan zur Rettung von Maddox aus. Dieser sieht vor, dass alle bis auf Dr. Jurati undercover auf den Planeten beamen und Seven of Nine als Köder für Bjayzl agiert, die Borg zum Ausschlachten sucht. Der Plan scheint zu funktionieren: Maddox wird als Austausch für Seven zum Treffpunkt gebracht. Als Seven jedoch am Treffpunkt ankommt und sich herausstellt, dass sie Picard nur geholfen hat, um an Bjayzl heranzukommen, die für das Leid von Icheb verantwortlich war, gerät die Situation außer Kontrolle. Währenddessen trifft Raffi ihren Sohn, der ihr vorwirft, ihn und seinen Vater wegen einer mutmaßlichen Verschwörung im Stich gelassen zu haben. Er möchte nichts mehr mit ihr zu tun haben, woraufhin Raffi ihn und seine schwangere romulanische Freundin verlässt und heimlich auf die La Sirena zurückkehrt. Seven versucht, Bjayzl zu töten; diese schlägt vor, Maddox für ihr Leben einzutauschen und kein Kopfgeld auf die La-Sirena-Besatzung auszusetzen. Auf Drängen von Picard willigt Seven ein und alle beamen zurück an Bord. Dort verrät der verletzte Maddox Picard, dass sich Soji auf dem Artefakt, dem Borg-Kubus, aufhält und er die beiden Androiden auf die Erde und den Kubus geschickt hat, um eine Verschwörung aufzudecken. Seven gibt Picard einen Chip, mit dem er Hilfe von Sevens Fenris Rangern (eine Art selbsternannte Bürgerwehr, welche „auf eigene Faust“ für Ordnung und Gerechtigkeit sorgt) rufen kann, beamt sich dann bewaffnet auf den Planeten und tötet Bjayzl. Dr. Jurati auf der La Sirena ändert die medizinische Versorgung von Maddox so, dass dieser stirbt, während sie ihm erklärt: „Es tut mir leid, würdest Du nur wissen, was ich schon weiß, und würde ich es doch nicht wissen. Ich wünschte, sie hätten es mir nicht gesagt.“ |           |                           |                           |                          |                                                    |                      | |        |
| 6 | 6         | Die geheimnisvolle Box    | The Impossible Box        | 27. Feb. 2020            | 28. Feb. 2020                                      | Maja Vrvilo          | Nick Zayas                                                                                                 | 54 min |
| Soji hat einen wiederkehrenden Traum, der sich auf ihre Kindheit bezieht. Narek glaubt, dass die Auswertung und Erkundung dieses Traumes ihm Sojis Heimatwelt enthüllen wird. An Bord der La Sirena erklärt Dr. Jurati Picard, dass Maddox an den Folgen der auf Freecloud erlittenen Verletzungen starb. Raffi überredet einen ihrer Sternenflottenkontakte dazu, Picard einen zeitlich begrenzten Diplomatenstatus zu gewähren, um ihm Zutritt zum Artefakt zu verschaffen und dort Hugh treffen zu können. Narek setzt seine Taktik fort, bei Soji Zweifel an ihrer Identität hervorzurufen. Als sie alle ihre Besitztümer auf deren Alter hin scannt, findet sie heraus, dass keines älter als 37 Monate ist. Narek hilft ihr daraufhin, in einem romulanischen Ritual ihre Träume aktiv zu erkunden und zu entschlüsseln; dabei werden beide von Nareks Schwester Narissa im Verborgenen beobachtet. In diesem Ritual beschreibt Soji den Himmel aus ihrem Traum, was Nareks Schwester Anhaltspunkte für die Identifizierung des Ortes liefert. Narek versucht anschließend, Soji zu töten, diese jedoch aktiviert sich und kann entkommen. Sie trifft auf Picard und Hugh, die auf der Suche nach ihr sind. Hugh führt Picard und Soji zu einem Notfall-Transportsystem der Borg, von dem nur er weiß und mit dem sie vom Kubus direkt auf den Planeten Nepenthe gelangen. Romulanische Wachen werden von dem plötzlich hinzugekommenen Elnor getötet. Er und Hugh halten weitere Verfolger vom Zutritt zum Notfall-Transportsystem ab. |           |                           |                           |                          |                                                    |                      | |        |
| 7 | 7         | Nepenthe                  | Nepenthe                  | 5. März 2020             | 6. März 2020                                       | Douglas Aarniokoski  | Samantha Humphrey, Michael Chabon                                                                          | 58 min |
| Drei Wochen vor den aktuellen Ereignissen führte Commodore Oh eine Gedankenverschmelzung mit Dr. Agnes Jurati durch, bei der sie ihr die Zerstörung eines Planeten zeigte. Jurati bekam von Commodore Oh einen Tracker und den Auftrag, sich Picards Crew anzuschließen. In der Gegenwart tötet Lieutenant Narissa Rizzo auf dem Borg-Kubus mehrere Ex-Borgdrohnen, um von Hugh den Aufenthaltsort von Picard zu erpressen. Picard und Soji gelangen derweil auf den Planeten Nepenthe, wo sie auf Kestra Troi-Riker, die Tochter von Will Riker und Deanna Troi, treffen. Diese führt sie zu ihren Eltern, und es kommt zu einem herzlichen Wiedersehen der ehemaligen Enterprise-Crewmitglieder. Soji ist traumatisiert und misstraut allen fremden Personen, wird aber schließlich durch Kestra davon überzeugt, dass sie Picard vertrauen kann. Auf der La Sirena stellt Rios fest, dass Narek das Schiff verfolgt und sich nicht abschütteln lässt. Rios verdächtigt Raffi, von den Romulanern auf Freecloud einen Tracker erhalten zu haben, und zieht Agnes ins Vertrauen. Agnes weiß jedoch insgeheim, dass die Romulaner ihrem Tracker folgen, und repliziert Uranhydrid, das sie sich injiziert, um den Tracker zu zerstören. Dies gelingt, aber durch die neurotoxische Wirkung fällt sie ins Koma. Auf dem Borg-Kubus kommt es währenddessen zu einem Kampf zwischen Elnor und Narissa, in dessen Verlauf Hugh getötet wird. Elnor findet Hughs Fenris-Notrufsender und betätigt ihn. Auf Nepenthe findet Kestra mithilfe des befreundeten Captain Crandall heraus, dass sich Sojis Heimatplanet im Ghulion-System befindet, das im Vayt-Sektor liegt. Picard und Soji verabschieden sich und werden auf die La Sirena gebeamt, um sich auf den Weg dorthin zu machen. |           |                           |                           |                          |                                                    |                      | |        |
| 8 | 8         | Bruchstücke               | Broken Pieces             | 12. März 2020            | 13. März 2020                                      | Maja Vrvilo          | Michael Chabon                                                                                             | 55 min |
| 14 Jahre zuvor trifft sich eine Gruppe romulanischer Agenten unter der Leitung der halbromulanischen Vulkanierin Oh auf dem Planeten Aia, welcher in einem künstlich erschaffenen System aus acht Sonnen liegt. Dort erwarten sie die Mahnung und werden im Rahmen einer Zeremonie Zeuge einer Vision, die von einem untergegangenen Volk vor mehreren hunderttausend Jahren installiert worden war, um vor der Ankunft der „Zerstörer“ zu warnen. Zwischen apokalyptischen Bildern ist für einen Sekundenbruchteil auch das Gesicht einer künstlichen Lebensform zu sehen, das sich in das Gesicht von Data verwandelt. Nur Narissa und ihre Tante Ramdha überleben die Vision und erhalten von Oh die Information, dass sie sich dem Mars zuwenden müssen, um einen erneuten Untergang zu verhindern. In der Gegenwart kommt Agnes Jurati auf der La Sirena wieder zu Bewusstsein, gesteht ihre Rekrutierung durch Commodore Oh und die Ermordung von Maddox und gibt an, sich am nächsten Flottenstützpunkt Deep Space 12 freiwillig zu stellen. Raffi findet mit Hilfe der fünf holografischen Notfallprogramme heraus, dass Captain Rios vor neun Jahren miterleben musste, wie sein damaliger Mentor und Vorgesetzter auf der USS Ibn Majid, Captain Alonzo Vandermeer, Selbstmord beging, nachdem er – ebenfalls auf Veranlassung von Oh – zwei Abgesandte einer unbekannten Welt getötet hatte, von denen einer den Namen Jana trug und ein Ebenbild Sojis war. Die Crew beschließt auf Drängen von Soji, sofort zu ihrem Heimatplaneten zu fliegen, ohne erst auf das Geschwader zu warten, das Picard zuvor Admiral Clancy abgerungen hatte. Um möglichst schnell zu diesem Planeten zu gelangen, öffnet die La Sirena einen Transwarpkanal der Borg. Als sie dort eintreffen, werden sie von einem getarnten romulanischen Raumschiff verfolgt. Inzwischen ist Seven of Nine auf dem Borg-Kubus erschienen und kommt Elnor zu Hilfe. Es gelingt ihr, die Reparaturmechanismen des Kubus in Gang zu setzen und die verbliebenen Borg kurzzeitig in einer Art Mikro-Kollektiv zu verbinden, um sie gegen die Romulaner einzusetzen. Narissa öffnet jedoch die Luftschleuse des Kubus, so dass ein Großteil der Borg ins All geblasen und getötet wird. Daraufhin startet die romulanische Flotte in Richtung Sojis Heimatplanet. Nachdem sich Seven wieder vom Kollektiv getrennt hat, übernehmen die übriggebliebenen Ex-Borg den Borg-Kubus. |           |                           |                           |                          |                                                    |                      | |        |
| 9 | 9         | Et in Arcadia Ego, Teil 1 | Et in Arcadia Ego, Part 1 | 19. März 2020            | 20. März 2020                                      | Akiva Goldsman       | Michael Chabon, Ayelet Waldman, Idee: Michael Chabon, Ayelet Waldman, Akiva Goldsman                       | 45 min |
| Kurz nacheinander treffen die La Sirena, Narek sowie der Borgkubus bei Coppelius, dem vierten Planeten des Ghulion-Systems, ein und werden von orchideenartigen Objekten gewaltsam auf die Oberfläche gebracht. Die Crew der La Sirena bricht zunächst zur Absturzstelle des Borgkubus auf und trifft dort auf Elnor und Seven of Nine. Mithilfe der Langstreckensensoren des Kubus ermitteln sie 218 romulanische Warbirds, die noch etwa zwei Tage entfernt sind. Elnor und Seven bleiben zurück, um die Verteidigungssysteme des Borgkubus wieder in Gang zu bringen, während sich die restliche Crew auf den Weg zur Coppelius-Station macht, die von Androiden bewohnt und von Dr. Altan Inigo Soong geleitet wird. Dieser behauptet, der leibliche Sohn von Dr. Noonien Soong, dem Erschaffer Datas, zu sein. Sutra, die Schwester von Jana, führt eine Gedankenverschmelzung mit Agnes Jurati durch und stellt fest, dass die „Mahnung“ in Wirklichkeit nicht an die Romulaner, sondern an die Androiden gerichtet ist und von einer Allianz künstlicher Lebensformen stammt, die Schutz gegen die Zerstörung durch organisches Leben anbieten. Narek wird gefangen genommen, aber Sutra lässt ihn für ihre eigenen Zwecke heimlich entkommen. Daraufhin flüchtet er in Richtung des Borgkubus. Währenddessen wird Saga, eine Androidin, welche Narek zuvor bewacht hatte, tot aufgefunden. Sutra nimmt den Tod der Androidin zum Anlass, unter den anderen Angst vor allen organischen Lebensformen zu verbreiten. Sie und Dr. Soong haben den Plan, die Allianz der künstlichen Lebensformen mittels einer Bake herbeizurufen, um die romulanische Flotte (und alles organische Leben) zu vernichten. Picard wird unter Arrest gestellt, nachdem er eine Rettungsmission mit der La Sirena vorschlägt, an deren Reparatur Rios und Raffi arbeiten. Dr. Jurati hingegen bleibt frei, um mit Dr. Soong zusammen an einem Projekt der Mentalübertragung zu arbeiten, für das zuvor Bruce Maddox zuständig war. Dr. Soong hatte hierfür zuvor schon einen Golem gefertigt, so wie er zuvor auch die Körper der restlichen Androiden-Geschwister gebaut hatte, bei denen Bruce Maddox die mentalen Fähigkeiten programmiert hatte. Inzwischen ist die romulanische Flotte unter dem Kommando von Commodore Oh noch 24 Stunden entfernt. |           |                           |                           |                          |                                                    |                      | |        |
| 10 | 10        | Et in Arcadia Ego, Teil 2 | Et in Arcadia Ego, Part 2 | 26. März 2020            | 27. März 2020                                      | Akiva Goldsman       | Michael Chabon, Idee: Michael Chabon, Akiva Goldsman                                                       | 56 min |
| Nachdem Raffi und Rios die La Sirena repariert haben, verbündet sich Narek mit ihnen, um gemeinsam mit ihnen die Bake der Androiden zu zerstören. Picard wird derweil von Agnes aus Maddox’ Labor befreit, während Sutra und Soji dabei sind, die Bake zu aktivieren. Es gelingt Raffi, Rios und Narek einige Granaten in das Androiden-Dorf zu schmuggeln. Als sie jedoch eine Granate auf die Bake werfen wollen, fängt Soji diese ab und wirft sie in die Luft, wo diese detoniert. Dr. Soong findet heraus, dass Sutra für den Tod der Androidin Saga verantwortlich ist, und deaktiviert sie daraufhin, Soji allerdings hält weiterhin am Plan, die Bake zu aktivieren, fest. Picard und Agnes kehren währenddessen zur La Sirena zurück und steuern diese ins All, um die romulanische Flotte aufzuhalten. Diese wurde zuvor vom Orchideen-Abwehrsystem von Coppelius nur kurz aufgehalten. Mithilfe eines „Reparaturgeräts“, welches Saga zuvor Rios gegeben hatte, gelingt es Picard und Agnes, den Romulanern vorzutäuschen, dass es eine ganze Flotte von La Sirenas gibt. Als die Romulaner jedoch im Gefecht die echte La Sirena treffen, verschwinden die anderen Hologramme. Seven kann zeitgleich auf dem Borgkubus das Eingreifen von Narissa in das Geschehen im letzten Moment verhindern und tötet sie. Gerade rechtzeitig taucht ein Geschwader der Sternenflotte unter dem Kommando des kurzfristig reaktivierten Captain Riker auf. Um einen drohenden Konflikt zu verhindern, redet Picard via Subraumübertragung auf Soji ein und kann sie schlussendlich dadurch, dass er sein Leben für die Androiden gibt, davon überzeugen, die Bake zu deaktivieren, sodass die herbeigerufenen, unbekannten synthetischen Lebensformen nicht durch das sich gerade öffnende Portal gelangen. Picard stirbt an den Folgen des irumodischen Syndroms, sein Bewusstsein kann aber in den ursprünglich für Dr. Soong bestimmten Golem transferiert werden. In den Schaltkreisen der Übertragungsvorrichtung trifft er auf das Bewusstsein von Data, welches zuvor von Maddox aus B4 gerettet worden war. In einem Gespräch sagt Data zu Picard, dass er gerne sterben möchte, weil nur die Endlichkeit des Lebens all die Dinge, die man erfährt, zu etwas Einzigartigem machen. Nachdem Picard als Golem wiederbelebt wurde, erfüllt er Data diesen Wunsch und deaktiviert sein Bewusstsein. Anschließend startet die La Sirena mit der nun vergrößerten Crew, zu der Seven und Soji, welche sich selbst als Abenteurerin sieht, neu hinzugestoßen sind. |           |                           |                           |                          |                                                    |                      | |        |

## Kritik
Manche Gesamteinschätzungen waren positiv. Bei SZ.de hieß es zum Beispiel, dass die Serie „die richtige Balance zwischen Nostalgie und Gegenwartsbezug“ finde und mit Picard eine Figur zurückbringe, „die enorm aktuell und relevant ist.“ Die Stuttgarter Zeitung sprach von einem „außergewöhnlich vieldeutigen, vielfältigen Drama, das mehr als nur hübsche Science-Fiction-Schauwerte bietet.“ Andere Kritiker waren hingegen nicht so überzeugt. Der Kritiker von Golem.de beanstandete die Hintergrundgeschichte der Staffel als „recht uninspiriert vom Plot der Videospiel-Reihe Mass Effect geklaut“ und Picards Schicksal am Staffelende als „unglaublich abgedroschen“. Problematisch sei überdies die Abwesenheit der Sternenflotte bis auf die letzten fünf Minuten der Staffel. Der Verfall der Sternenflotte als Organisation wirke „wie ein Verfall der alten Star-Trek-Werte“. Der Kritiker von RP online befand die Hauptgeschichte als „nicht sonderlich tiefgründig oder nuanciert. Man hat da offenbar nicht mehr zu sagen als die Vorlagen, bei denen man sich bediente – und die ihre Storys ausgefeilter, intelligenter und vielschichtiger präsentierten. Und das macht es leider auch belanglos.“
Manche lobten die Figur Picard und ihren Darsteller. Bei Golem.de etwa hieß es dazu, dass Stewart zum Glück nicht darin verfalle, seine Rolle jünger wirken zu lassen als er es selbst ist, und dass die Darstellung dadurch realistischer sei. Der Kritiker von Heise.de hob Stewart als großartig hervor und seine schauspielerischen Leistungen als keinen Wunsch offen lassend. In der FAZ hieß es anerkennend von Dietmar Dath, dass die „komplexe Sozialmoralkonstellation“, die sich aus Picards Haltung gegenüber Außerirdischen oder Androiden ergebe, die Serie „hoch über die schwach motivierten Minderheiten-Allegorie-Klebebildchen und Emanzipationsposen der bislang bestenfalls durchwachsenen Enttäuschung ‚Star Trek: Discovery‘“ heben würden. Der Kritiker von RP online war mit dem Protagonisten hingegen nicht zufrieden und bemängelte, dass Picard sich nicht wie „der legendäre Captain“ verhalte, nicht mehr nachdenklich, abwägend, souverän sei, keine klassische Literatur mehr zitiere, kein Anführer mehr sei, sondern vielmehr „wie das Klischee eines störrischen, selbstgefälligen, rechthaberischen und bisweilen alles andere als mitfühlenden alten Mannes“ wirke.
Manche Kritiker bemängelten das Erzähltempo der Serie in den ersten Folgen als zu gering. Die Staffel starte „etwas langsam“ und sei „in den ersten paar Folgen stellenweise langatmig“ (Golem.de); sei als „Thriller anfangs sehr weitschweifig (und eher simpel konstruiert, wie man später bemerkt), dann aber durchaus fesselnd“ (Ruhr-Nachrichten); und man wohne „einer sehr langen Exposition bei, die eher durch die Komplexität ihrer Konstruktion zu gefallen versucht und durch die Konstellation der ihr zugrundeliegenden moralphilosophischen und identitätstheoretischen Fragen als durch nennenswerten narrativen Schwung“ (Zeit online).
Manche Kritiker äußerten sich über die Dramaturgie, das Erzähltempo und die Handlungsdichte aber auch mit großer Ablehnung. Im Spiegel etwa hieß es, die Serie falle zurück in die „Betulichkeit des Fernsehens der Neunzigerjahre“: „Die Bilder sind so clean wie die Dramaturgie, die dem Publikum das Geschehen durchgängig doppelt erklärt. Konflikte klopfen höflich an und bleiben hübsch übersichtlich.“ Der Kritiker von RP online meinte: „Die Hauptgeschichte schreitet über die zehn Episoden so langsam voran, dass ein zweistündiger Film gereicht hätte.“